# Prototype Fast Breeder Reactor
Der Prototype Fast Breeder Reactor (PFBR) ist ein schneller Brutreaktor im Bau beim Kernkraftwerk Madras in Südost-Indien. Erste Entwürfe stammen aus den 1980er Jahren, der Bau begann im Jahr 2004, die Inbetriebnahme war ursprünglich für das Jahr 2010 vorgesehen. Vielfache Bauverzögerungen führten zu immer neuen Ankündigungen für den Zeitpunkt der Inbetriebnahme.
Ab März 2024 konnte der Reaktor mit Brennstoff bestückt werden. Am 30. Juli 2024 wurde die Genehmigung erteilt, den Reaktor an die Kritikalität heranzuführen. Die Inbetriebnahme soll bis Ende 2025 erfolgen.
Für den Prototyp wurden ursprünglich 34,92 Milliarden Rupien (etwa 415 Mio. €) veranschlagt. Dies musste später auf 56,67 Milliarden Rupien (etwa 670 Mio. €) erhöht werden. Zuletzt genehmigte die indische Regierung zur geplanten Fertigstellung im Jahr 2021 ein Budget von über 68 Milliarden Rupien (etwa 805 Mio. €).
Der PFBR ist ein natriumgekühlter schneller Reaktor mit einer projektierten elektrischen Leistung von 500 MW. Er soll Plutonium erbrüten, um MOX-Brennelemente für andere indische Reaktoren zu produzieren. Nach den BN-Reaktoren BN-600 und BN-800 in Russland soll er der dritte kommerzielle Brutreaktor weltweit in Betrieb sein.